# هاوکر هاریر
هاوکر هاریر (به انگلیسی: Hawker Harrier) یک هواپیمای ساختِ کارخانهٔ هاوکر ایرکرفت در کشور بریتانیا است. این هواپیما برای نخستین بار در ۱ فوریه ۱۹۲۷ میلادی مورد استفاده قرار گرفت.